# Dixon (Illinois)
Dixon es una ciudad ubicada en el condado de Lee en el estado estadounidense de Illinois. En el Censo de 2010 tenía una población de 15 733 habitantes y una densidad poblacional de 772,55 personas por km².

## Geografía
Dixon se encuentra ubicada en las coordenadas 41°50′35″N 89°28′44″O / 41.84306, -89.47889. Según la Oficina del Censo de los Estados Unidos, Dixon tiene una superficie total de 20,37 km², de la cual 19,25 km² corresponden a tierra firme y (5,49%) 1,12 km² es agua.

## Demografía
Según el censo de 2010, había 15733 personas residiendo en Dixon. La densidad de población era de 772,55 hab./km². De los 15 733 habitantes, Dixon estaba compuesto por el 83,86% blancos, el 10,16% eran afroamericanos, el 0,24% eran amerindios, el 0,97% eran asiáticos, el 0,04% eran isleños del Pacífico, el 2,92% eran de otras razas y el 1,83% pertenecían a dos o más razas. Del total de la población el 6,68% eran hispanos o latinos de cualquier raza.